# Majasaari (ö i Nyland)
Majasaari är en ö i Finland. Den ligger i sjön Kolmperse och Vähävesi och i kommunen Högfors i den ekonomiska regionen  Helsingfors  och landskapet Nyland, i den södra delen av landet, 70 km nordväst om huvudstaden Helsingfors. Öns area är 0,5 hektar och dess största längd är 100 meter i sydöst-nordvästlig riktning.